# Angiogenèse
L’angiogenèse est le processus de croissance de nouveaux vaisseaux sanguins à partir de vaisseaux préexistants.
C'est un processus physiologique normal, que l'on retrouve notamment lors du développement embryonnaire ; mais il peut être pathologique, étant primordial dans la croissance des tumeurs malignes et le développement des métastases.

## Historique
L'hypothèse de l'angiogenèse dans le processus cancéreux a été décrite pour la première fois en 1971. Des études par exemple basées sur les modèles murins de cancer du poumon (adénocarcinome, cancer à petites cellules) ont mis en évidence certains mécanismes par lesquels des lignées cellulaires du microenvironnement de la tumeur (dérivées des cellules tumorales) forment une « niche » pour la tumeur en sécrétant autour d'elle des protéines favorisant la croissance et la progression de la tumeur,.
Le vascular endothelial growth factor (VEGF, le facteur de croissance de l’endothélium vasculaire) a été identifié dans les années 1980 ; un anticorps monoclonal a été développé en 1993, qui a donné naissance au bévacizumab, commercialisé dans le traitement contre certains cancers depuis 2004.
Des recherches sont également en cours concernant le traitement de la dégénérescence maculaire liée à l'âge (DMLA).

## Physiologie
L'angiogenèse est contrôlée par différents activateurs (molécules pro-angiogéniques, comme VEGF, FGF et PDGF (en)) et inhibiteurs (molécules anti-angiogéniques, comme l'angiostatine (en), l'acide hyaluronique, présent naturellement dans le milieu extra-cellulaire la thrombospondine) produits par les cellules saines et tumorales. Le système angiopoïétine et ses récepteurs TIE1 (en) et TIE2 forment un autre système de contrôle de l'angiogenèse.
Trois mécanismes fondamentaux de l’angiogenèse ont été identifiés : le « sprouting », l’intussusception et la septation. Ces facteurs angiogéniques sont capables d'agir directement sur les cellules endothéliales.
Lors du « sprouting » (bourgeonnement), les cellules endothéliales s'activent, ce qui entraîne une dégradation de la membrane basale et de la matrice extracellulaire environnante. Puis la migration orientée des cellules endothéliales est suivie d'une phase proliférative, puis d'une différenciation en une structure de type capillaire pour former un réseau vasculaire.
Au cours de l’intussusception, les vaisseaux déjà formés s'élargissent et se séparent.
Lors de la septation, les cellules endothéliales poussent à l’intérieur des vaisseaux, créant des canaux vasculaires séparés.

## Médicaments anti-angiogenèse
Le bévacizumab est un anticorps monoclonal dirigé contre le facteur de croissance de l’endothélium vasculaire.
Le sorafénib et le sunitinib inhibent les récepteurs du VEGF et d'autres récepteurs.
L'aflibercept est une protéine de fusion en développement chez Sanofi Aventis.